# Техника

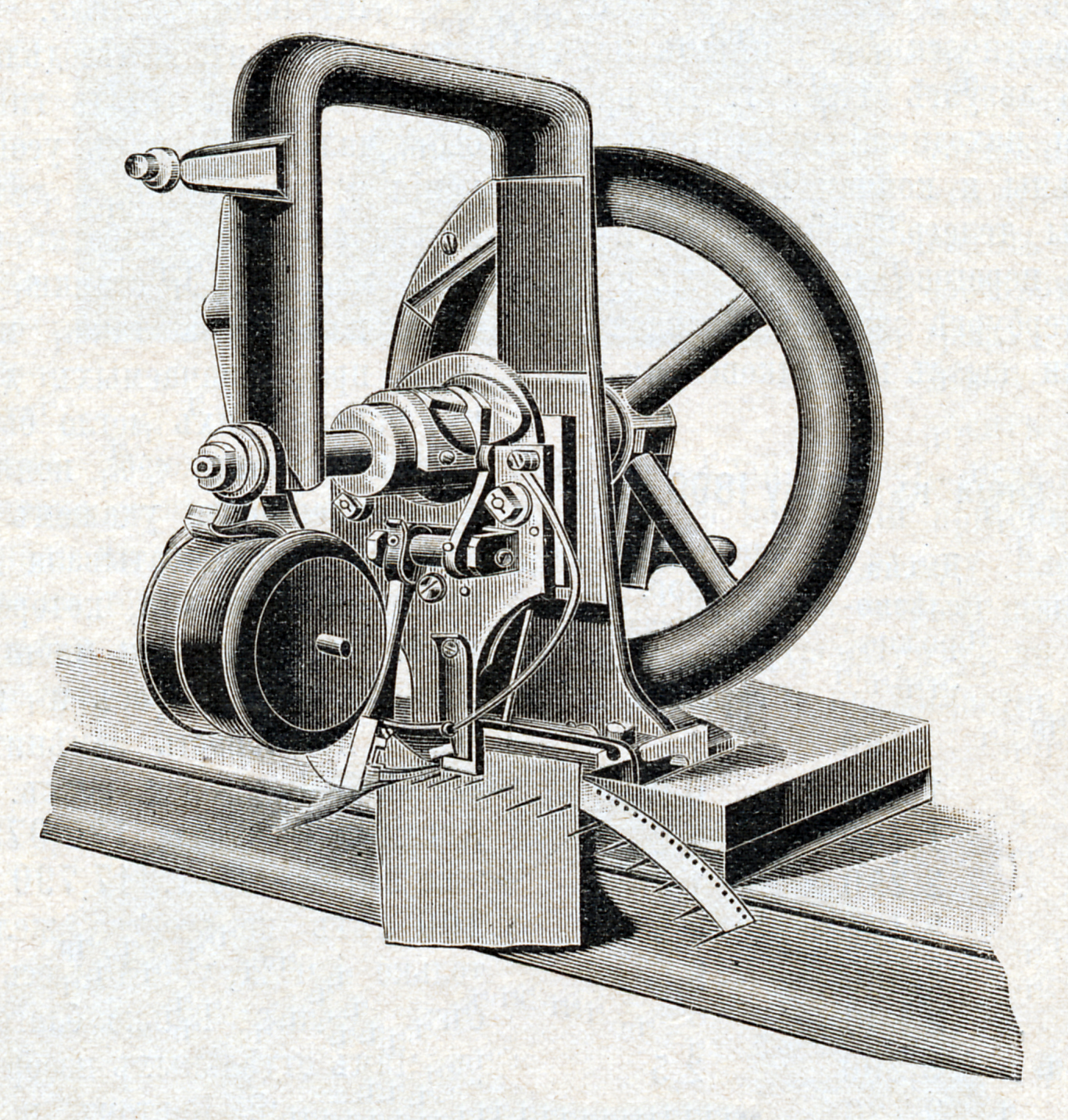
Первая швейная машина (бытовая техника)

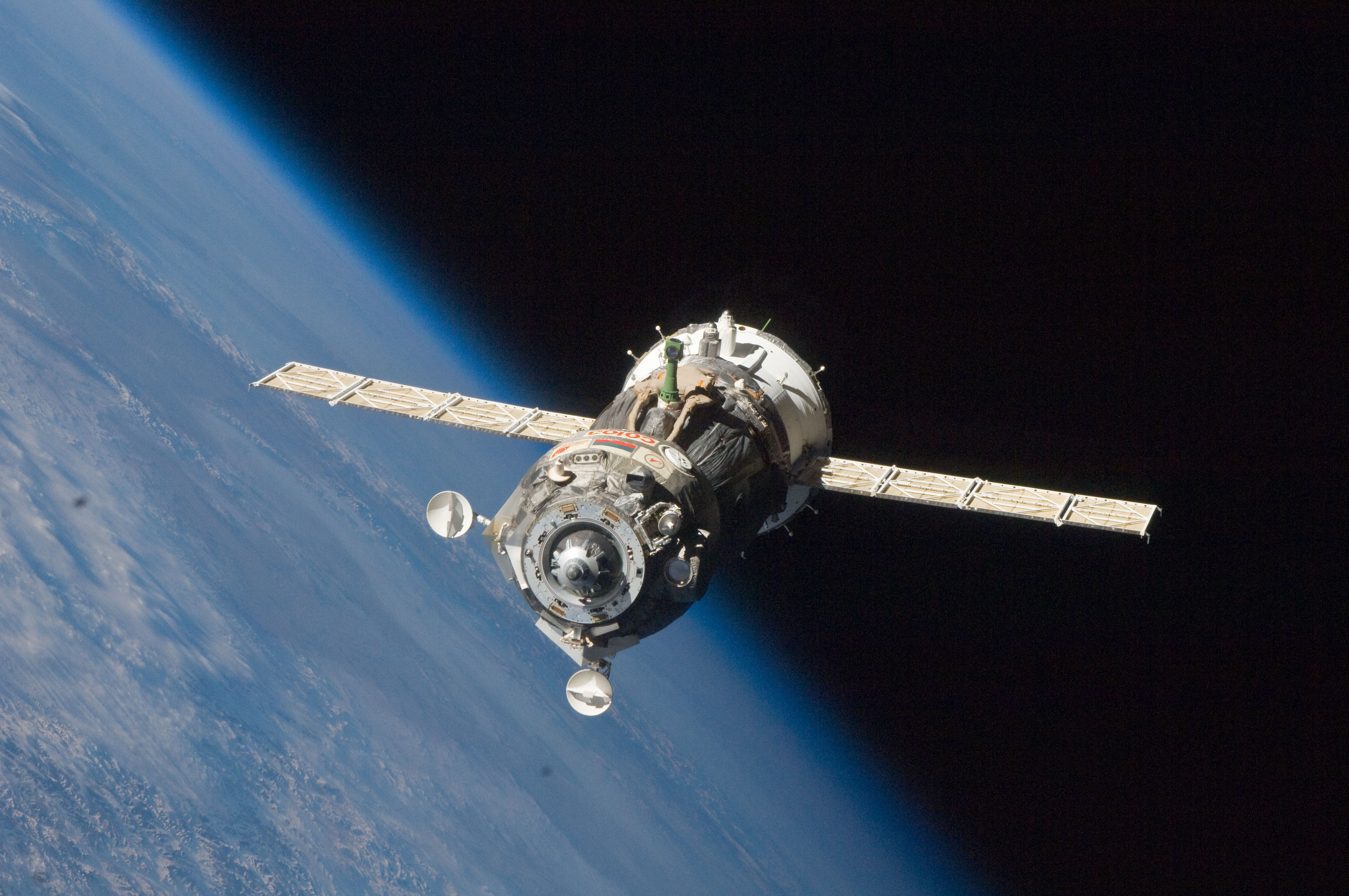
Искусственный спутник Земли (космическая техника)

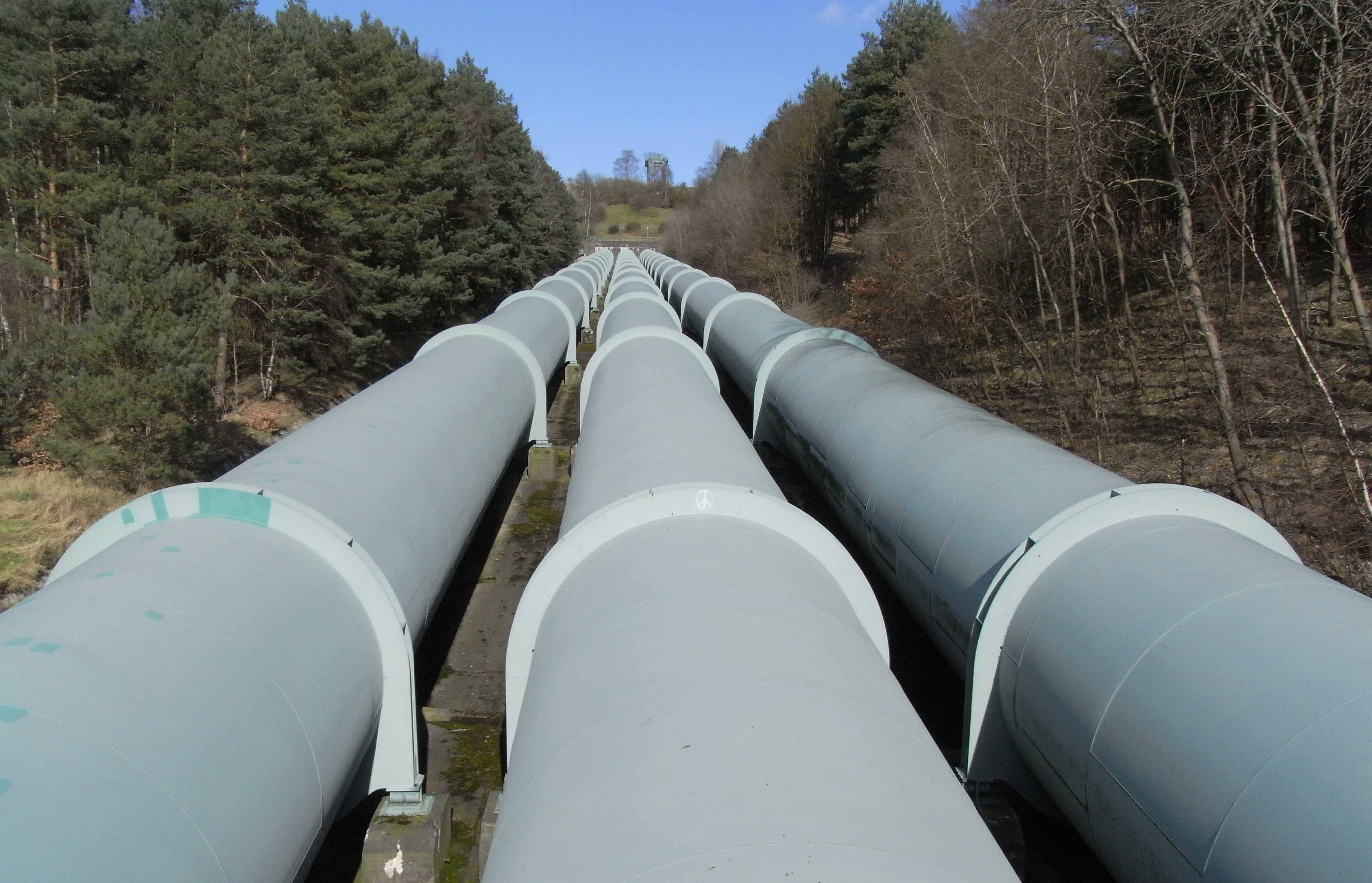
Трубопровод (производственная техника)

Те́хника (от др.-греч. τεχνικός, от τέχνη — искусство, мастерство, умение) — обобщающее наименование устройств, механизмов, машин, систем (включая «средства труда»).
Также термин может употребляться для обозначения методов, процессов и технологий упорядоченной искусной деятельности, например, для создания, изготовления, обеспечения, использования чего-либо, включая методологически упорядоченные процессы творчества.
Понятие техники охватывает технические изделия, ранее не существовавшие в природе, и процессы их изготовления человеком для осуществления какой-либо деятельности, в том числе: машины, механизмы, оборудование, аппараты, инструменты, приборы и т. д., — а также системы взаимосвязанных технических устройств (в частности, агрегаты, установки и строительные сооружения). Техника может иметь производственное (промышленное, агропромышленное) или непроизводственное назначение. Последнее включает использование техники в науке, быту, образовании, культуре, медицине, военном деле, освоении космоса и в других областях. С точки зрения управления процессами, техника является средством реализации задач и достижения целей процесса; техника используется в огромном разнообразии процессов, включая технологические процессы и процессы промышленного и сельскохозяйственного производства, измерения, контроля и управления, перевозки, ведения боевых действий, обучения, спорта, отдыха, развлечений и многих других процессов.
Техника разрабатывается и совершенствуется в результате инженерной деятельности. Особенности конструирования и изготовления технических устройств зависят от вида технического устройства, требований заказчика к его техническим характеристикам (производительности, надёжности, экономичности, долговечности и т. д.), качеству, стоимости, технологии изготовления, а также от финансовых и технических возможностей производителя. Так, техническое изделие или агрегат могут быть изготовлены промышленным или кустарным способом, в то время как установки, как правило, собирают из компонентов по месту эксплуатации установки. При этом отдельные компоненты установки — индивидуальные изделия, агрегаты и узлы — могут иметь высокую заводскую готовность и модульность, что позволяет значительно снизить затраты труда и времени на их интеграцию в установку и замену в случае неисправности. Огромную роль в технике играет взаимозаменяемость, которая снижает затраты и облегчает конструирование, изготовление, эксплуатацию, обслуживание и ремонт технических устройств.
Современная техника является продуктом научно-технической революции, а уровень развития техники является показателем научно-технического развития общества. В условиях глобализации мировой экономики передовая техника быстро распространяется по миру. Вместе с тем её использование в отдельно взятой стране или её части зависит от множества факторов, влияющих на доступность техники и эффективность её практического применения — например, уровень экономического развития, рынка, кредитно-финансовой системы, наличие и дееспособность инфраструктуры, покупательская способность, квалификация пользователей техники.
В более широком смысле под техникой понимают совокупность технических средств и технологий, знаний и деятельности, в которых задействованы технические средства.

## Назначение техники
Основное назначение техники — избавление человека от выполнения физически тяжёлой или рутинной (однообразной) работы, чтобы предоставить ему больше времени для творческих занятий, облегчить его повседневную жизнь.
Различные технические устройства позволяют значительно повысить эффективность и производительность труда, более рационально использовать природные ресурсы, а также снизить вероятность ошибки человека при выполнении каких-либо сложных операций.
Задачи техники:
- Создание материальных и культурных ценностей.
- Производство, преобразование и передача различных видов энергии.
- Сбор, обработка и передача информации.
- Создание и использование различных средств передвижения.
- Поддержание обороноспособности.

## Классификация техники
В настоящее время в основном техника классифицируется по областям применения, например: промышленная техника, транспорт(Авиационная техника), бытовая техника, вычислительная техника, строительная техника, дорожная техника и т. д. Дополнительно технику можно разделить на производственную, например, станки, инструменты, средства измерения и т. д., и непроизводственную — бытовая техника, легковой транспорт, техника для досуга.
Отдельным классом также стоит военная техника, в которую входят все технические устройства и машины, предназначенные для поддержания обороноспособности и ведения боевых действий на суше, в море, в воздухе и в космосе.

## История развития техники

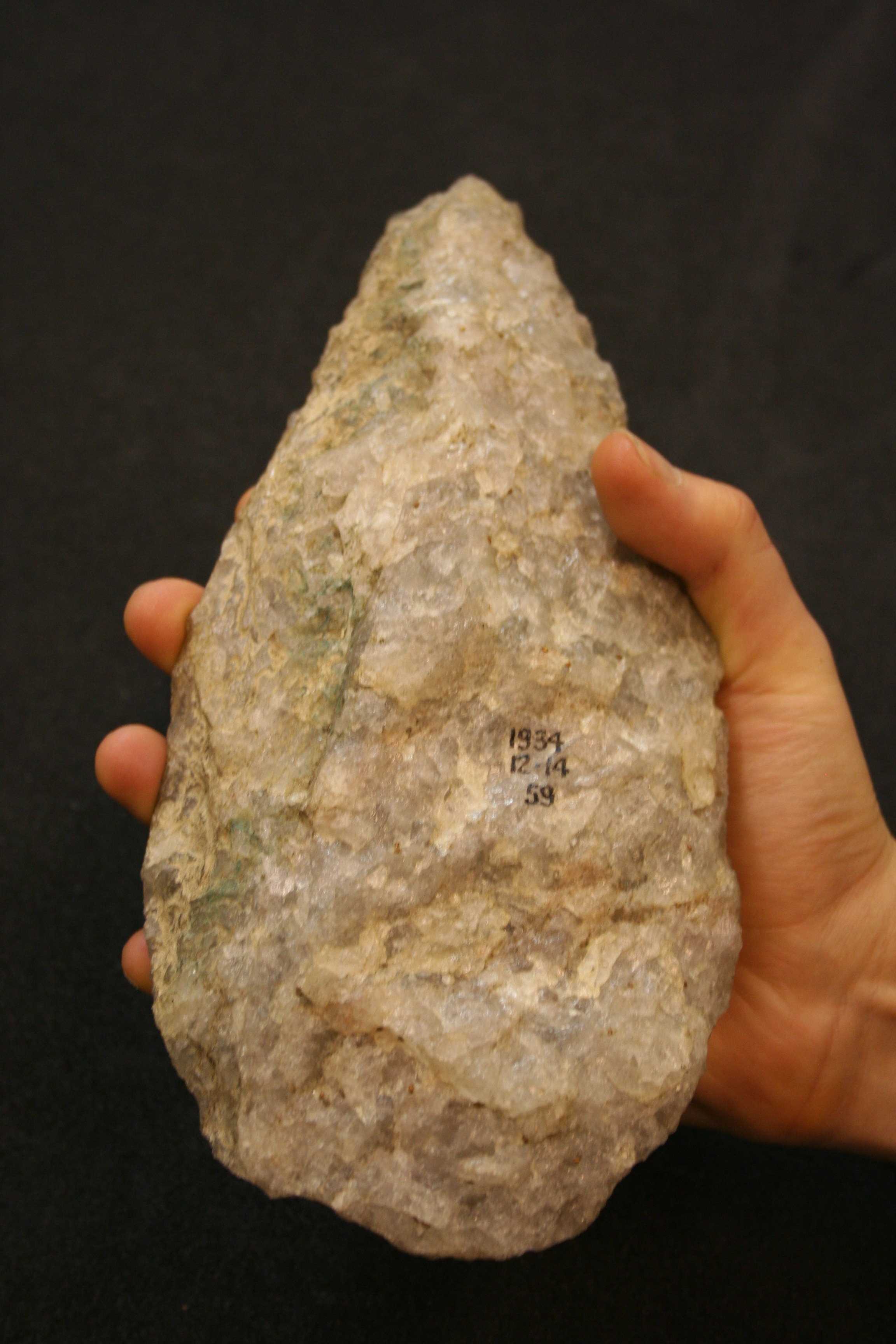
Каменное орудие — техника первобытного человека

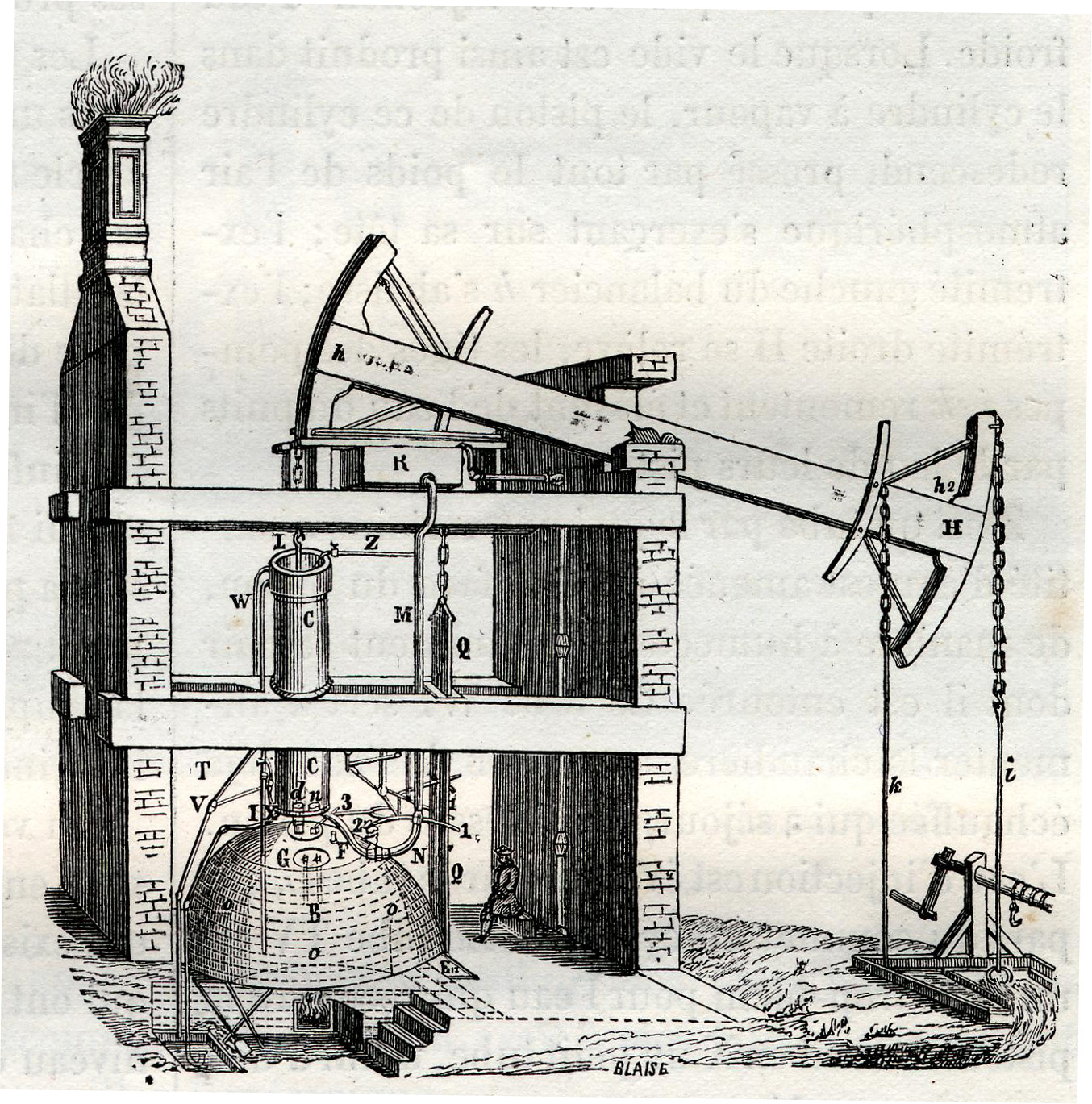
Паровая машина Ньюкомена (1712 год)

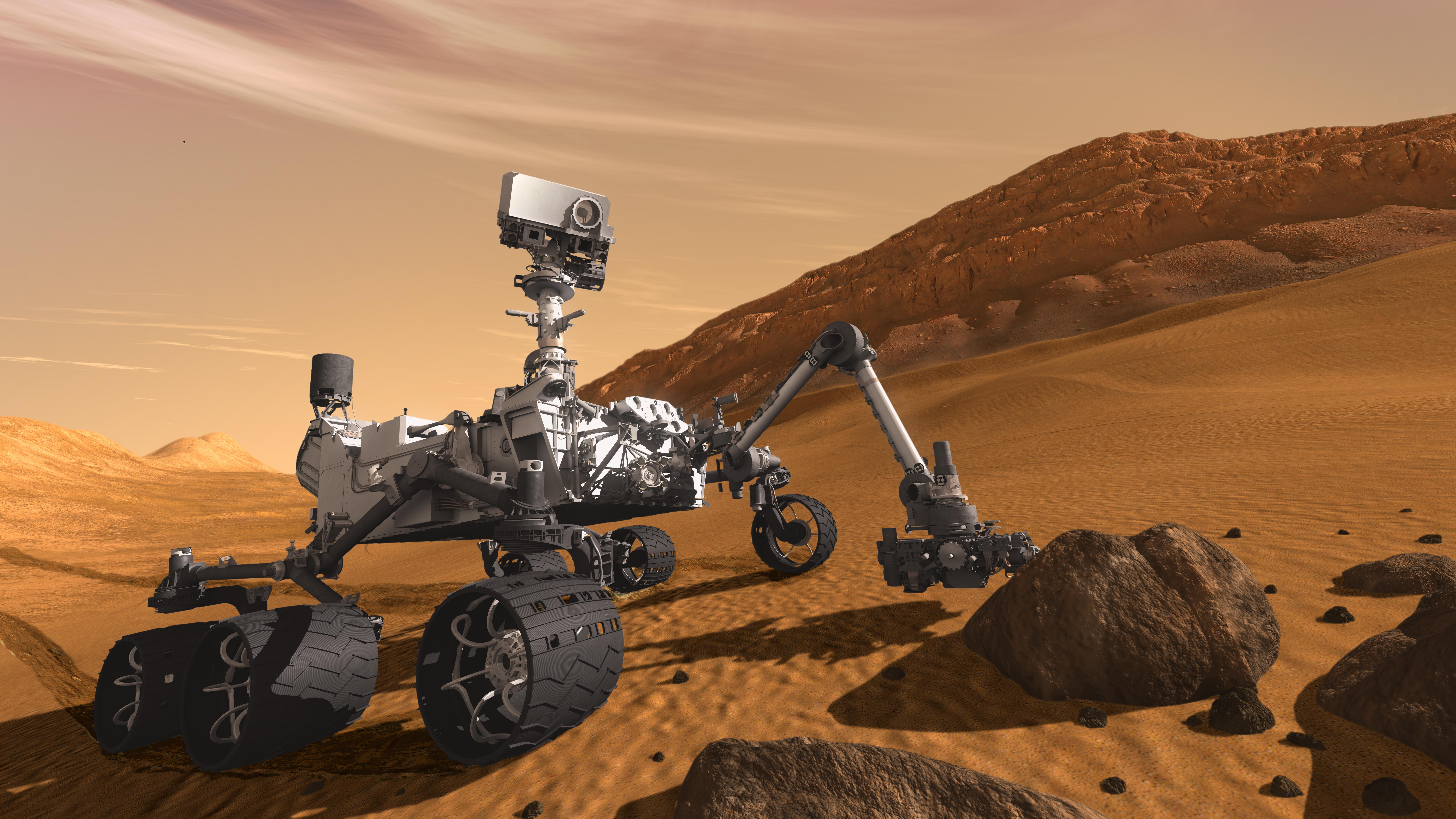
Планетоход для исследования Марса (2011 год)

Способность человека к конструированию и использованию различных устройств имеет глубокие природно-исторические корни. Эта способность, однако, свойственна не только человеку, но и многим животным особям. Так, пауки приобрели способность изготавливать паутину около 100 миллионов лет назад, задолго до появления человека. Учёный Кембриджского университета Кристофер Бёрд продемонстрировал способность грачей использовать эффект водоизмещения для добывания пищи. Перед птицами были поставлены 6-дюймовые прозрачные колбы, наполненные водой с плавающими на её поверхности червями. Грачи сообразили, что они могут использовать камни для вытеснения воды из колбы, чтобы черви оказались ближе к её отверстию, откуда их можно достать клювом. Более высокоразвитые животные не просто используют подручные средства для достижения каких-либо целей, а могут из них изготавливать простые орудия. К примеру, шимпанзе используют свои зубы для изготовления деревянных ко́пий, которые они затем применяют для охоты. Орудия первобытного человека каменного века — копьё, бумеранг, каменный топор, игла, шило — тоже были просты и использовались преимущественно для охоты, приготовления пищи, изготовления одежды и обработки материалов. Каменные орудия затем уступили место изделиям из бронзы и железа. Техника постепенно развивалась и усложнялась с развитием человеческого общества и интеллекта. В эпоху неолитической революции в арсенале технических устройств человека появляются агротехника, транспорт и гидротехнические сооружения, а также простейшие механические приспособления — рычаг, клин, ворот, блок, колесо.
Достаточно высокого уровня техника достигла в период Античности. Герон написал не только трактаты, в которых описываются многие бывшие тогда в употреблении механизмы, но и первое сочинение об автоматах. Ктесибий изобрёл пожарный насос, водяные часы, водяной орган, а также аэротрон, военную машину, в которой роль упругого тела играл сжатый воздух. Архимеду приписывают изобретение подъёмного винта, усовершенствование зубчатого колеса, создание других устройств.
В Средние века техника продолжала развиваться. В частности, были изобретены механические часы, подъёмный кран, домкрат.
Точкой отсчёта периода развития современной техники принято считать начало первой промышленной революции. Изобретение паровой машины и прядильных станков в первой половине XVIII века ознаменовало закат ремесленного производства и переход к машинному производству. Создание в конце XIX века двигателя внутреннего сгорания позволило существенно улучшить технические качества плавучих и железнодорожных транспортных средств и привело к появлению автомобиля с бензиновым двигателем. На базе автомобиля была создана автомобильная техника — великое множество специальных самодвижущихся машин и механизмов, строительной, землеройной, дорожной, транспортной, горной спецтехники. Технологии производства и использования электричества вызвало бурное развитие электротехники, которое продолжается до сегодняшнего дня. В начале 20 века начали развиваться радиотехника, радиоэлектроника, конвейерное производство. В середине XX века стала широко внедряться автоматизация производства, появилась вычислительная техника. В 1957 году запущен в космос первый искусственный спутник Земли. В конце XX века начаты исследования в области био- и нанотехнологий, которые могут привести к очередной революции во многих областях деятельности человека.
| XVIII век | XIX век | XX век | XXI век                                                                                    |
| --- | --- | --- | ------------------------------------------------------------------------------------------ |
| - 1712 — паровая машина Ньюкомена - 1738 — прядильная машина - 1751 — металлорежущий станок - 1761 — самокат - 1778 — паровая машина Уатта - 1780 — семафор - 1783 — воздушный шар - 1783 — дирижабль - 1791 — веломобиль | - 1801 — ткацкий станок с программным управлением - 1803 — электрический аккумулятор - 1804 — паровоз - 1807 — пароход - 1815 — угольная дуговая лампа - 1816 — тепловой двигатель Стирлинга - 1818 — велосипед - 1820 — арифмометр - 1832 — динамо-машина - 1832 — электрический телеграф - 1832 — электрический генератор - 1834 — цельнометаллическая подводная лодка - 1834 — электродвигатель постоянного тока - 1837 — ледокол - 1840 — лампа накаливания - 1843 — ротационная печатная машина - 1850 — компрессорный холодильник - 1859 — двигатель внутреннего сгорания - 1850 — посудомоечная машина - 1857 — сканер изображений - 1860 — пылесос - 1862 — пулемёт - 1868 — ленточный конвейер - 1870 — пневматический двигатель Мекарского - 1876 — трансформатор - 1876 — телефон - 1878 — механизм Чебышёва - 1885 — автомобиль с бензиновым двигателем - 1885 — электродвигатель переменного тока - 1887 — тепловоз - 1887 — радиоприёмник - 1895 — проволочный магнитофон - 1895 — радар - 1898 — пульт дистанционного управления | - 1900 — автоматическая винтовка - 1902 — кондиционер - 1903 — самолёт - 1903 — электрический утюг - 1904 — теплоход - 1904 — танк - 1904 — электрическая стиральная машина - 1906 — телевизор - 1913 — прямоточный воздушно-реактивный двигатель - 1913 — крылатая ракета - 1925 — ленточный магнитофон - 1925 — беспилотный автомобиль - 1925 — транзистор - 1926 — жидкостный ракетный двигатель - 1928 — человекоподобный робот - 1930 — газотурбинный двигатель - 1931 — шариковая ручка - 1938 — цифровой компьютер - 1938 — копировальный аппарат - 1939 — топливный элемент - 1942 — автомат (оружие) - 1942 — ядерный реактор - 1946 — электронно-вычислительная машина (эвм) - 1946 — микроволновая печь - 1954 — робот-манипулятор - 1956 — видеомагнитофон - 1956 — компьютерная сеть - 1956 — мазер - 1957 — искусственный спутник Земли - 1957 — интернет - 1959 — автоматическая межпланетная станция - 1959 — атомоход - 1960 — лазер - 1961 — пилотируемый космический корабль - 1962 — светодиод - 1963 — компакт-кассета - 1965 — «космическая» шариковая ручка - 1968 — микропроцессор - 1970 — планетоход - 1971 — орбитальная станция - 1973 — сотовый телефон - 1973 — графический интерфейс пользователя - 1975 — персональный компьютер - 1981 — космический челнок - 1985 — принтер - 1994 — DVD-проигрыватель - 1995 — DVD - 1995 — социальная сеть - 1997 — планшетный компьютер | - 2010 — персональный автоматический транспорт - 2008 — наноробот - 2013 — робот-астронавт |

## Основные показатели техники

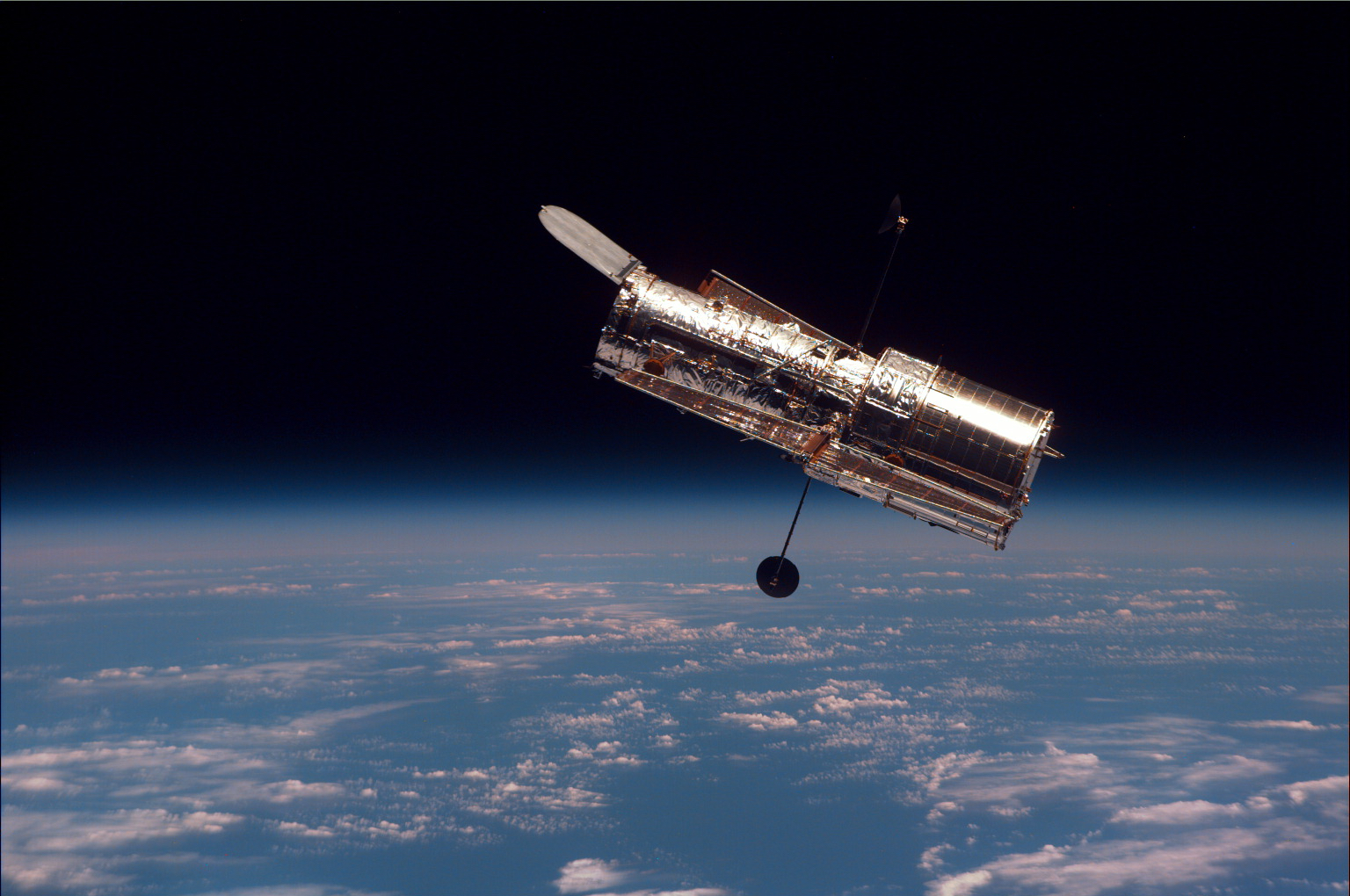
Космический телескоп Хаббл. Работает на орбите с 1990 года

- Производительность — количество продукции (информации и т. д.), изготовляемой, обрабатываемой, перевозимой в единицу времени;
- Надёжность — способность технического устройства без отказов выполнять свои функции на надлежащем уровне качества или отвечать поставленным требованиям в течение заданного промежутка времени.
- Долговечность. В понятие долговечности входит не только физический износ, в последние годы резко обозначилась проблема т. н. морального износа техники, то есть когда эксплуатация вполне исправных устройств становится экономически невыгодной или нецелесообразной из-за появления более совершенных решений.
- Экономичность — количество материальных ресурсов, времени, энергии, затрачиваемых на производство единицы продукции, перемещение единицы груза и т. д.

Основа технического прогресса — повышение основных показателей всех видов техники. Такой процесс называется модернизацией.
В последние годы также стало много внимания уделяться таким ранее второстепенным показателям, как экологичность, эргономика, внешняя эстетика технических устройств. В настоящее время, совершенствование во многих областях идёт исключительно по этим направлениям. Причём, если улучшение удобства использования и внешнего вида устройств происходит в соответствии с запросами конечных потребителей, то экологические параметры в основном регулируются законодательно.

## Взаимосвязь науки и техники

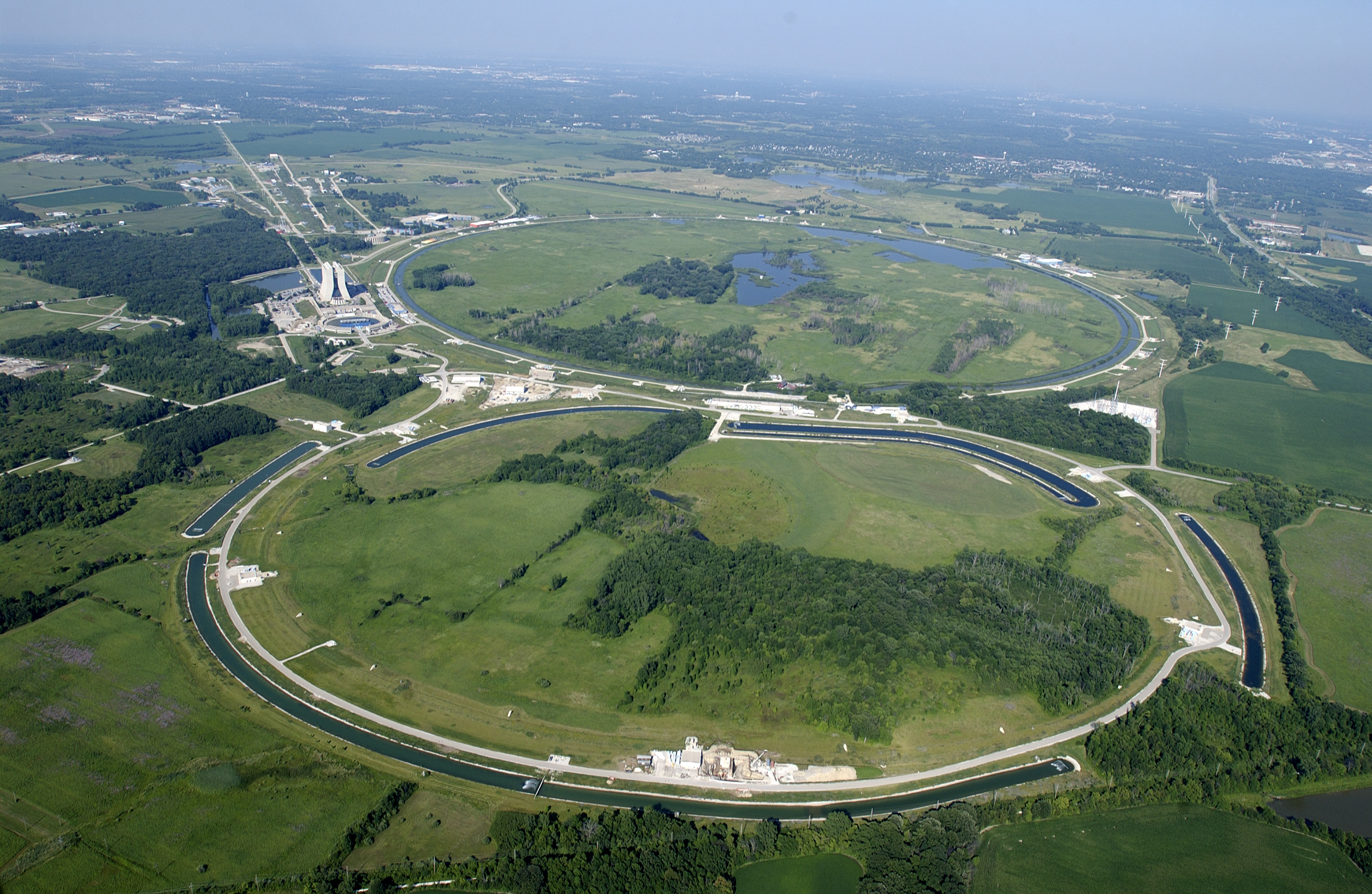
Ускоритель в Лаборатории Ферми

С точки зрения развития, наука и техника связаны очень сильно. И если в древности развитие техники происходило в основном на основе опыта (эмпирически), то в настоящее время это происходит на срезе новых научных знаний и исследований, как следствие фундаментальных открытий. Предварительным условием создания таких устройств, как ядерный реактор или современный компьютер, является глубокое изучение физических, химических и других процессов, лежащих в основе их работы. С другой стороны, научные исследования уже невозможны без современной техники высочайшего уровня, в этих областях всегда применяются самые передовые разработки, например Большой адронный коллайдер.
Таким образом, синхронное развитие техники и науки является непременным условием движения человеческой цивилизации по выбранному ей пути технологии. И, хотя данный путь подвергается иногда критике, в настоящее время альтернатив ему не существует.

## Техника и общество
За последние столетия техника оказала решающее воздействие на социально-экономический строй человеческого общества. Именно машинное производство вызвало переход от феодального общества к современному капитализму, а развитие бытовой и потребительской техники создало современную западную цивилизацию.
Прогресс в военной технике, особенно в сфере средств массового уничтожения, радикально изменил способы ведения войн, сделав маловероятными крупномасштабные столкновения ведущих мировых государств. А в настоящее время полным ходом идёт также разработка и т. н. «несмертельных» видов оружия, широкое применение которых может заметно изменить стратегию и тактику будущих войн.
Если рассматривать развитие техники с положительной стороны, то в последние годы развитие новых отраслей и направлений требует колоссальных капитальных и интеллектуальных затрат. Это приводит к широкому международному сотрудничеству, например, в области космоса, фундаментальных физических исследований, энергетике.
В православии осуждается отношение к технике, как к идолу, но в то же самое время отвергается технофобия; в качестве примера техники приводится Ноев ковчег.

## Комментарии
1. ↑  …термин «техника» охватывает всё то, посредством чего достигается нужный результат; термин «технология» — все способы, которыми он достигается. Первый связан с вопросом «чем», второй — «как»?[2]